# Nemeske, Baranya
Nemeske este un sat în districtul Szigetvár, județul Baranya, Ungaria, având o populație de 248 de locuitori (2011). 

## Demografie
Componența etnică a satului Nemeske
     Maghiari (90,04%)
     Romi (9,96%)
Componența confesională a satului Nemeske
     Fără religie (20,97%)
     Reformați (14,11%)
     Necunoscută (64,92%)
Conform recensământului din 2011, satul Nemeske avea 248 de locuitori. Din punct de vedere etnic, majoritatea locuitorilor (90,04%) erau maghiari, cu o minoritate de romi (9,96%). Nu există o religie majoritară, locuitorii fiind persoane fără religie (20,97%) și reformați (14,11%). Pentru 64,92% din locuitori nu este cunoscută apartenența confesională.